# Дунаев, Сергей Владимирович (1858)
Сергей Владимирович Дунаев (24 сентября [6 октября] 1858 — неизвестно) — земский врач, член III Государственной думы от Казанской губернии.

## Биография
Сергей Владимирович Дунаев родился  24 сентября (6 октября) 1858 года в семье дворян Казанской губернии.
Выдержав экзамен на аттестат зрелости в Первой Казанской мужской гимназии, поступил на медицинский факультет Императорского Казанского университета, который окончил в 1882 году. По окончании университета служил земским врачом в Шадринском и Чердынском уездах Пермской губернии.
С 1889 года занимался сельским хозяйством в имении жены в селе Емельяново Лаишевского уезда Казанской губернии, где состоял также председателем правления основанного им в 1901 году кредитного товарищества. В 1900—1906 годах избирался гласным Лаишевского уездного земского собрания. В русско-японскую войну был призван из запаса на действительную службу, в течение двух лет был сначала полковым, а затем госпитальным врачом 54-й пехотной дивизии.
Состоял выборщиком в Государственную думу 2-го созывов от съезда землевладельцев Лаишевского уезда. По политическим взглядам был близок к кадетской партии. В 1907 году был избран членом III Государственной думы от Казанской губернии. Входил во фракцию кадетов. Состоял членом комиссии о мерах борьбы с пьянством.
По окончании срока полномочий Государственной думы вернулся в Казанскую губернию, имел постоянную врачебную практику, увлекался виноделием.
Дальнейшая судьба неизвестна.

## Семья
Род Дунаевых внесён в 3-ю часть дворянской родословной книги Казанской губернии по определению Казанского дворянского депутатского собрания от 26 февраля (10 марта) 1842 года, утвержден указом Герольдии от 17 (29) июня 1844 года.
Дед — Иван Иванович Дунаев (1788—1843), из духовенства православного вероисповедания, профессор Казанского университета.
- Отец — коллежский советник Владимир Иванович Дунаев (26 июня (8 июля) 1831 — около 1871)
- Мать — Надежда Николаевна Юферова, дочь надворного советника.
  - Братья:
  - Иван Владимирович (16 (28) января 1860—?).
  - Александр Владимирович (10 (22) марта 1863—?).
  - Николай Владимирович (31 марта (12 апреля) 1865—?), в 1885—1887 обучался в Первой Казанской мужской гимназии, уволен из 7 кл. из-за неуспеваемости.

Был женат.
- Дочь Наталья Сергеевна (23 июля (4 августа) 1883—?).